# 矢野貴久子
矢野 貴久子（やの きくこ、本名：河野 貴久子、1962年8月19日 - ）は、日本の経営者。東京都出身。株式会社カフェグローブ・ドット・コム代表取締役社長。
1984年に立教女学院短期大学専攻科卒業後、1985年に株式会社日経BPに入社する。その後、1985年に退社後フリーライターとして活躍後、1991年に私大医学部に合格するが進学は断念。1993年に結婚し、1998年に離婚。1999年には、株式会社TBSブリタニカ（現 阪急コミュニケーションズ）に入社後、退職し、1999年11月に、青木陽子、南ゆかりの3名でカフェグローブ・ドット・コムを設立し、代表取締役に就任した。1999年12月には、ウェブサイトのCafeglobe.com（カフェグローブ・ドット・コム）を開設。2003年の41歳の時に結婚し、2007年の44歳で出産している。
2002年には、日本能率協会マーケティング総合会議企画委員に就任し、2004年にはデジタルハリウッド大学院客員教授職を務めている。
2012年7月23日にカフェグローブ・ドット・コムは東京地裁へ準自己破産を申請し、8月10日に破産手続き開始決定を受けた。女性をターゲットとしたファッション・ビューティーサイト「cafeglobe.com」を運営するほか、法人向けWebソリューション事業、広告宣伝事業を手がけ、2006年12月期には約7億200万円の売上げがあったが、広告収入の伸び悩みなどから業績が低迷。このため商品構成の見直しや従業員の削減などを図っていたが、東日本大震災の影響などから2011年12月期の売上げは約3億5500万円に落ち込んでいたほか元従業員による横領もあったという。負債総額は約1億800万円。